# Kraftverk 3714
Kraftverk 3714 és una pel·lícula independent sueca del 2005, dirigida per Markus Widegren. La pel·lícula va guanyar premis al millor director i millor actor al Festival de cinema Buenos Aires Rojo Sangre 2006 i als millors efectes especials al Festival internacional de cinema italià The Return Of The Living Shorts 2007.

## Acció
Envoltat d'un bosc interminable, es troba Bråckaviken, una petita comunitat vora el riu Indal. Una existència idíl·lica on les persones es coneixen bé, i senten que viuen en comunitat i seguretat. La Johanna torna al seu poble natal després d'uns anys d'absència i aviat s'adona que tot no va bé al poble. L'escriptor William ha heretat la casa del seu avi Vladimir. A poc a poc, comença a adonar-se que les circumstàncies que envolten la mort de Vladimir són més complicades del que sembla. Es diu que els vilatans van desaparèixer de manera inexplicable. La mare de la Johanna, Elisabeth, sembla estar a punt de perdre el cap. La por comença a estendre's a la petita comunitat i comencen a passar coses estranyes al soterrani de William. Algú ha obert la porta a un altre món, una dimensió que no es pot entendre amb la raó. I al mig de la comunitat hi ha l'antiga central hidroelèctrica amb el rebombori dels seus generadors.

## Repartiment
- Maria Bergquist - Johanna
- Emil Jonsson - William
- Sandy Mansson - Elisabeth
- Anna-Sara Kennedy - Linn
- Anders Östlund - Tommy
- Åsa Siika - Vera
- Lina Östlund - Maja
- Gunnar Lindgren - Erik
- Michael Mansson - Vladimir
- Anne-Mari Häggblad - Gunvor